# Нельсонии
Нельсонии (Nelsonia) — это род хомяков из подсемейства неотомовых хомяков (Neotominae). Известны два вида.
Длина тела нельсоний от 12 до 13 сантиметров, длина хвоста от 11 до 13 сантиметров. Их мягкий мех серо-коричневый на спине, бока светло-рыжие, а живот и лапы беловатые. Длинный хвост опушен.
Эти грызуны являются эндемиками Мексики, где они обитают в центральных частях страны. Их среда обитания — хвойные леса, где они встречаются на высоте до 3000 метров над уровнем моря. В основном они ведут ночной образ жизни, днем укрываются в расщелинах и других убежищах. Их пища, вероятно, состоит, в основном, из хвои деревьев.
Оба вида достаточно редки, но перечислены МСОП как не находящиеся под угрозой исчезновения.
Выделяют два вида:
- Nelsonia goldmani распространена от Колимы и Халиско до штата Мехико.
- Nelsonia neotomodon населяет Западную Сьерра-Мадре от Дуранго до Агуаскальентеса.

Нельсонии с точки зрения систематики считаются примитивными представителями трибы Neotomini, в которую также входят американские лесные хомяки (Neotoma).